# ای‌تی‌آر
اَ. تِ. اِر یا ای‌تی‌آر شرکت تولیدی هواگرد فرانسوی-ایتالیایی مستقر در فرودگاه تولوز-بلانیاک، بلنیک، فرانسه است. این شرکت در سال ۱۹۸۱ به‌وسیلهٔ آئروسپاسیال فرانسه (ایرباس امروزی) و اریتالیا (لئوناردو امروزی) ایتالیا ایجاد شد. محصولات اصلی آن هواگردهای ای‌تی‌آر ۴۲ و ای‌تی‌آر ۷۲ هستند.